# Gustave Adolphe Fourcault

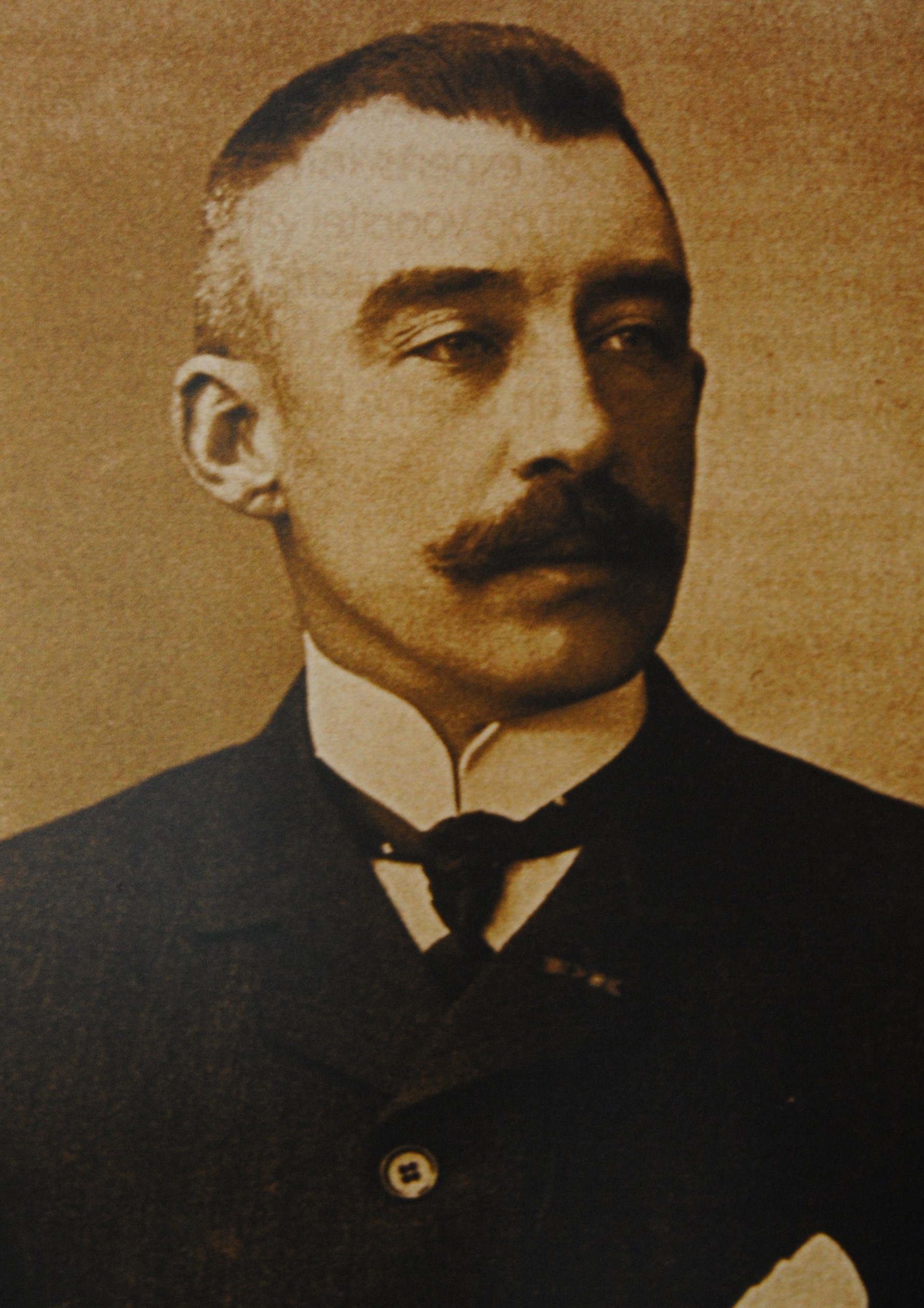
Gustave Adolphe Fourcault

Gustave Adolphe Jean Baptiste Fourcault (Petit-Rechain, 18 april 1861 – Golf van Biskaje, 19 april 1906) was een Belgisch marineofficier en commandant van een schip.

## Carrière
Vanaf zeer jonge leeftijd heeft hij gezeild op Engelse zeilboten. Daarna:
- 27 mei 1882: Aangesteld als opleidingsofficier voor de staats cruisechepen.
- 26 september 1882: Op proef aangesteld als luitenant, op de leeftijd van 21 jaar.
- 31 maart 1883: Definitieve aanstelling als luitenant.
- 28 oktober 1883: Wordt ingezet op de staatsveerboten en in het bijzonder Oostende - Dover
- 30 juni 1887: Aangesteld als eerste luitenant
- Begin augustus 1888: Gaat op missie in opdracht van de koning Leopold II, onder kolonel baron Auguste Lahure, ontdekkingsreiziger, naar de Marokkaanse zuidkust. Dit om een bevoorradingspunt en tussenstop op zetten voor de Antwerpen - Matadi veerdienst.
- 31 december 1890: Gepromoveerd tot commandant 2de klasse
- De jaren 1890 - 1904: Dienst op Oostende-Doverlijn en visserijbewakingsdienst op de Noordzee

De koning Leopold II had vanaf 1900 plannen om een Belgische zeevaartschool op te richten. Pas in 1903 had de Belgische zeevaartvereniging genoeg geld om een opleidingsschip aan scheepswerf Grangemouth & Greenock Dockyard Company in Greenock (Schotland) te bestellen. Maar bij de tewaterlating, werden defecten vastgesteld. In augustus 1904, weigerde Fourcault om het schip in dienst te nemen in verband met de vastgestelde defecten. Onder grote druk heeft hij toch de aanstelling als kapitein van het schip in december van 1904 aanvaard.
Hij was de eerste commandant (van 1905 tot 1906) in dienst van de Belgische zeevaartvereniging, en commandant van het eerst Belgische zeilopleidingsschip de Comte de Smet de Naeyer. Op 19 april 1906, stierf Fourcault in dienst tijdens een schipbreuk met dit schip in de Golf van Biskaje, een dag na zijn 45e verjaardag.

## Eerbetoon
Ter nagedachtenis van deze scheepsramp werd er in Brussel op het Jan Jacobsplein (vlak bij het Justitiepaleis) een monument geplaatst, vervaardigd door architect Joseph Van Neck en beeldhouwer Charles Samuel. Het werd onthuld op 9 juli 1912. In 2018, krijgt Jan Jacobsplein opknapbeurt en wordt beschermd als monument en landschap.
In 1968 werd er door de scheepswerf Rupelmonde een schip gebouwd voor de Belgische regering. Nadat het een opleidingsschip was geworden voor de Antwerpse Hogere Zeevaartschool, werd het in 1987 omgedoopt tot Commandant Fourcault, als eerbetoon aan de moedige commandant van de opleidingsboot Comte de Smet de Naeyer, die vervolgens in 2000 werd verkocht. Tijdens een stop in de haven van Brest in 2011 werd het schip bezocht door de Franse marine. (Beschrijving en foto's) Het is sinds 16 juni 2017 aangewezen als varend erfgoed van Vlaanderen.